# Monte Roberto
Monte Roberto es una localidad y comune italiana de la provincia de Ancona, región de las Marcas, con 2946 habitantes.

## Evolución demográfica
| Gráfica de evolución demográfica de Monte Roberto entre 1861 y 2001 |
|                                                                     |
| Fuente ISTAT - elaboración gráfica de Wikipedia                     |